# Rypticus
Rypticus è un genere di pesci ossei marini appartenente alla famiglia Serranidae.

## Distribuzione e habitat
Le specie sono presenti prevalentemente nell'Oceano Atlantico occidentale tropicale compreso il mar dei Caraibi, alcune specie vivono nei mari caldi dell'Oceano Pacifico orientale e una specie R. saponaceus vive lungo le coste africane dell'Atlantico orientale. Sono pesci costieri presenti spesso nelle vicinanze delle barriere coralline.

## Specie
- Rypticus bicolor
- Rypticus bistrispinus
- Rypticus bornoi
- Rypticus carpenteri
- Rypticus courtenayi
- Rypticus maculatus
- Rypticus nigripinnis
- Rypticus randalli
- Rypticus saponaceus
- Rypticus subbifrenatus[1]